# Калаборка
Кала́борка — хутор в Предгорном районе (муниципальном округе) Ставропольского края России.
До 16 марта 2020 года входил в состав муниципального образования «Сельское поселение Новоблагодарненский сельсовет».

## География
Расстояние до краевого центра: 120 км.
Расстояние до районного центра: 17 км.

## Население
| 1925 | 1926 | 1989 | 2002 | 2010 | 2014 |
| ---- | ---- | ---- | ---- | ---- | ---- |
| 186  | ↗222 | ↗304 | ↗382 | ↗395 | ↗400 |

По данным переписи 2002 года, в национальной структуре населения преобладают русские (98 %).

## Учреждения здравоохранения
- Фельдшерский пункт

## Связь
Фиксированная связь и ADSL
Ставропольский филиал Ростелекома
В рамках программы устранения цифрового неравенства на территории хутора будет размещён передатчик связи.
Сотовая связь 2G/3G/4G
МегаФон, Билайн, МТС.

## Общественный транспорт
Автобусные маршруты:
- 102 А — Ессентукская (ост. «Районная больница») — ост. «Райисполком» — Ессентуки (ост. кинотеатр «Искра») — ост. станция «Золотушка» — Пятигорск (ост. «Скачки») — Винсады — Лермонтов (ост. «СтоВАЗ») — Новоблагодарное (ост. «ул. Суворовская») — ост. «ул. Лермонтова» — ост. «пер. Садовый» — ост. «Центр» — ост. магазин «Лиана» — ост. «Детский сад» — ост. «пер. Мирный» — Калаборка (ост. «ул. Заречная») — ост. «ул. Шоссейная» — ост. «Конечная»
- 103 В — Лермонтов (ост. «ул. Волкова») — ост. «Больница» — ост. «ул. Комсомольская» — ост. «Колледж» — ост. «Гидрометаллургический завод» — ост. «СтоВАЗ» — Новоблагодарное (ост. «ул. Суворовская») — ост. «ул. Лермонтова» — ост. «пер. Садовый» — ост. «Центр» — ост. магазин «Лиана» — ост. «Детский сад» — ост. «пер. Мирный» — Калаборка (ост. «ул. Заречная») — ост. «ул. Шоссейная» — ост. «Конечная»
- 108 Б — Ессентуки (автовокзал) — ост. «ул. Октябрьская» — ост. кинотеатр «Искра» — ост. станция «Золотушка» — ост. «Скачки» — Винсады — Лермонтов (ост. «СтоВАЗ») — Новоблагодарное (ост. «ул. Суворовская») — ост. «ул. Лермонтова» — ост. «пер. Садовый» — ост. «Центр» — ост. магазин «Лиана» — ост. «Детский сад» — ост. «пер. Мирный» — Калаборка (ост. «ул. Заречная») — ост. «ул. Шоссейная» — ост. «Конечная»

## Уличная сеть
| - Заречная - Крайняя - Нарзанный тупик - Подгорная - Шоссейная |

## Кладбища
В Калаборке 2 общественных открытых кладбища. Первое, площадью 10 тыс. м², расположено в 300 м от жилого дома № 35 по ул. Заречной. Второе, площадью 6 тыс. м², находится в 300 м от жилого дома № 32 по ул. Шоссейной.

## Люди, связанные с хутором
- Сергиенко Мария Никифоровна (1910, деревня Калаборка — 1995) — колхозница, Герой Социалистического Труда